# Ciche (województwo kujawsko-pomorskie)

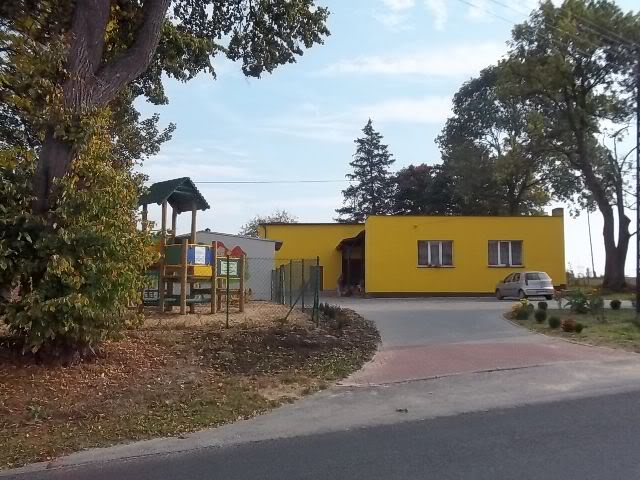
Świetlica Gminnego Ośrodka Kultury Sportu i Rekreacji w miejscowości Ciche

Ciche – wieś w Polsce położona w województwie kujawsko-pomorskim, w powiecie brodnickim, w gminie Zbiczno.
W latach 1954–1961 wieś należała i była siedzibą władz gromady Ciche, po jej zniesieniu w gromadzie Zbiczno. W latach 1975–1998 miejscowość administracyjnie należała do województwa toruńskiego. Wieś położona w Brodnickim Parku Krajobrazowym.
We wsi znajduje się parafia pod wezwaniem św. Stanisława Biskupa i Męczennika.
Zobacz teżCiche